# Pierre de Sørup

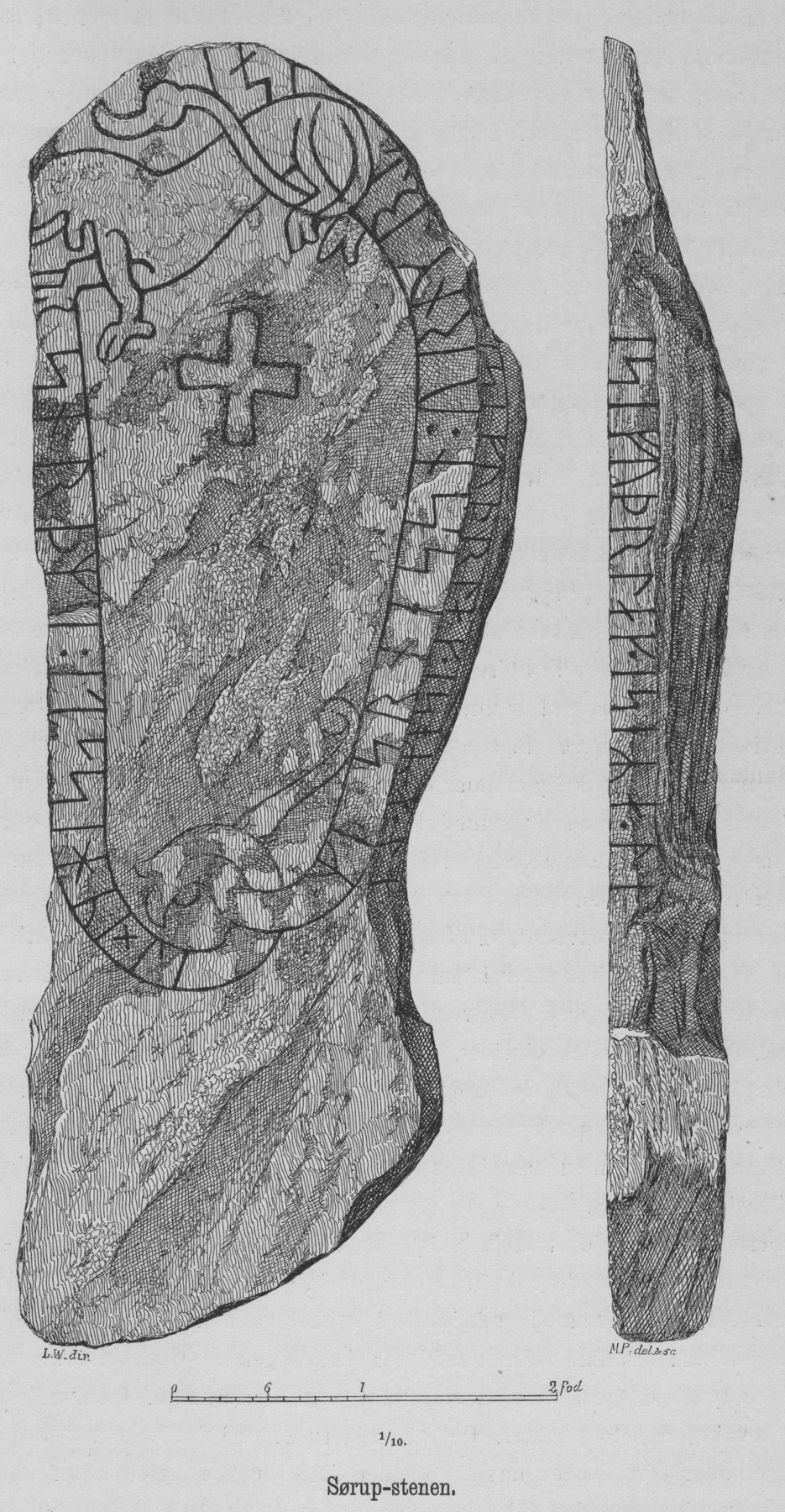
La pierre de Sørup

La pierre de Sørup (en danois Sørup-stenen) est une pierre runique au Danemark, éventuellement écrite en basque.

## Inscription
Voici une translittération des rune
Page A: m- : srnes-sn : urn=u=kb(h) | -a=si | s(n)rþmi : itcsih(k)i : li
Page B: isifuþrlak : iseya : li